# Roche Tarpéienne
La roche Tarpéienne (en latin : saxum Tarpeium ou rupes Tarpeia ou encore le neutre substantivé Tarpeium) est une crête rocheuse située à l’extrémité sud-ouest du Capitole, à Rome.
Lieu d’exécution capitale pendant l’Antiquité, c’est de là qu’étaient précipités, jusqu’à la fin de la République romaine, les criminels et en particulier ceux qui se rendaient coupables de faux témoignage et de haute trahison.

## Histoire
Son nom vient de Tarpeia, la fille de Sempronius Tarpeius, gouverneur de la citadelle à l’époque de Romulus, qui avait accepté l’offre du roi des Sabins Titus Tatius, dont elle était amoureuse, d’ouvrir les portes à ses troupes alors en guerre contre les Romains.
À la fin de la bataille, Tarpeia demanda la récompense qui lui avait été promise pour sa trahison : ce que les Sabins portaient au bras gauche (leurs bijoux en or). Les Sabins s’exécutèrent immédiatement mais ils lui donnèrent aussi leurs boucliers qu’ils portaient également au bras gauche et dont le poids écrasa Tarpeia.
Le nom de Tarpeia fut d'abord donné à l'ensemble de la colline de l'actuel Capitole, puis fut réservé à l'un de ses rochers.

## Symbolique
Une citation latine l'a fait passer à la postérité : Arx tarpeia Capitoli proxima (généralement traduite par les expressions « la roche Tarpéienne est proche du Capitole » ou « il n'y a pas loin du Capitole à la roche Tarpéienne »).
Elle est généralement employée pour signifier qu’après les honneurs, la déchéance peut venir rapidement, ou plus spécifiquement pour mettre en garde sur le fait que la meilleure façon de faire tomber quelqu'un, vers une chute mortelle, est de commencer par l'inviter à monter le plus haut possible.

## Quelques exécutés

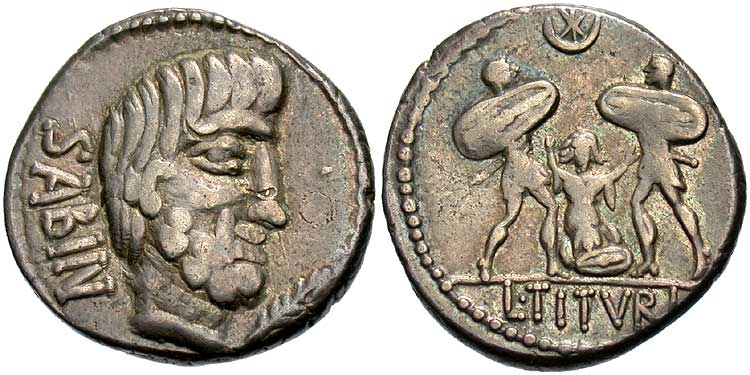
Denier de la République romaine figurant, sur son revers, la mort légendaire de Tarpeia sous les boucliers sabins. Pièce frappée en -89

- Spurius Cassius Vecellinus, 485 av. J.-C.
- Marcus Manlius Capitolinus[3], 384 av. J.-C.
- Déserteurs[3], 214 av. J.-C.
- Otages rebelles de Tarentum[3],[4], -212
- Sextus Lucilius[3], 86 av. J.-C., exécuté par P. Popillius Laenas[Note 1]
- Émeutiers[3], 48 av. J.-C. puis 44 av. J.-C., exécutés par Marc Antoine
- Sextus Marius, 33
- Publius Afranius Potitus sur ordre de Caligula, pour avoir promis sa vie aux Dieux si ce dernier guérissait de sa maladie, ce qui fut le cas[5],[6],[7].
- Simon Bargiora[8], 70 ;
- Lucius Pituanius[9],[10] (?)